# Kościół św. Jerzego w Valletcie
Kościół św. Jerzego (malt. Il-Knisja Ortodossa ta' San Ġorġ, ang. Church of St George) – grecki kościół prawosławny usytuowany przy 83 Merchants Street, w Valletcie na Malcie. Jest to jedyny kościół prawosławny na Malcie.

## Pochodzenie
Kościół został ufundowany w 1816 r. przez Greków i Cypryjczyków, żyjących na Malcie. Budynek, w którym kościół ufundowano był stary, wyremontowano go i przystosowano do posługi religijnej. Kościół podlega jurysdykcji Ekumenicznego Patriarchatu w Konstantynopolu. Księgi chrztów, małżeństw i zgonów z kościoła znajdują się w archiwum muzeum katedry św. Pawła w Mdinie.